# Centaurea ferox
Centaurea ferox — вид квіткових рослин айстрових (Asteraceae). Ендемік Алжиру.